# Dietrich II. von Minden
Dietrich (auch Theodoricus) († 9. oder 19. Januar oder Februar 1022) war von 1002 vermutlich bis zum zu seinem Tod 1022 Bischof von Minden.
In den Chroniken der Bischöfe von Minden wird er meist als Dietrich II. geführt. Der Vorgänger, der diese Zählung erfordert, war Theoderich von Minden, der 853 bis 880 amtierte.
Als er 1002 die Kathedra in Minden bestieg, erhielt er noch im selben Jahr die Regalien durch den Kaiser, darunter das Münzrecht, das Zollrecht, lukrativ für eine Ortschaft am Weserdurchbruch Porta Westfalica, sowie das Recht auf einen Fleischmarkt. Durch Schenkungen konnte er den Besitz des Hochstifts vergrößern. Am 19. Januar oder Februar 1022 verstarb Dietrich II. Mindestens eine Quelle berichtet aber auch von einem Tod am 8. Oktober 1022.